# Пери, Габриель
Габрие́ль Пери́ (Габриэль Пери; фр. Gabriel Péri; 9 февраля 1902, Тулон — 15 декабря 1941, Париж) — французский политический деятель, публицист, один из организаторов Движения Сопротивления во Франции, национальный герой французского народа.

## Биография

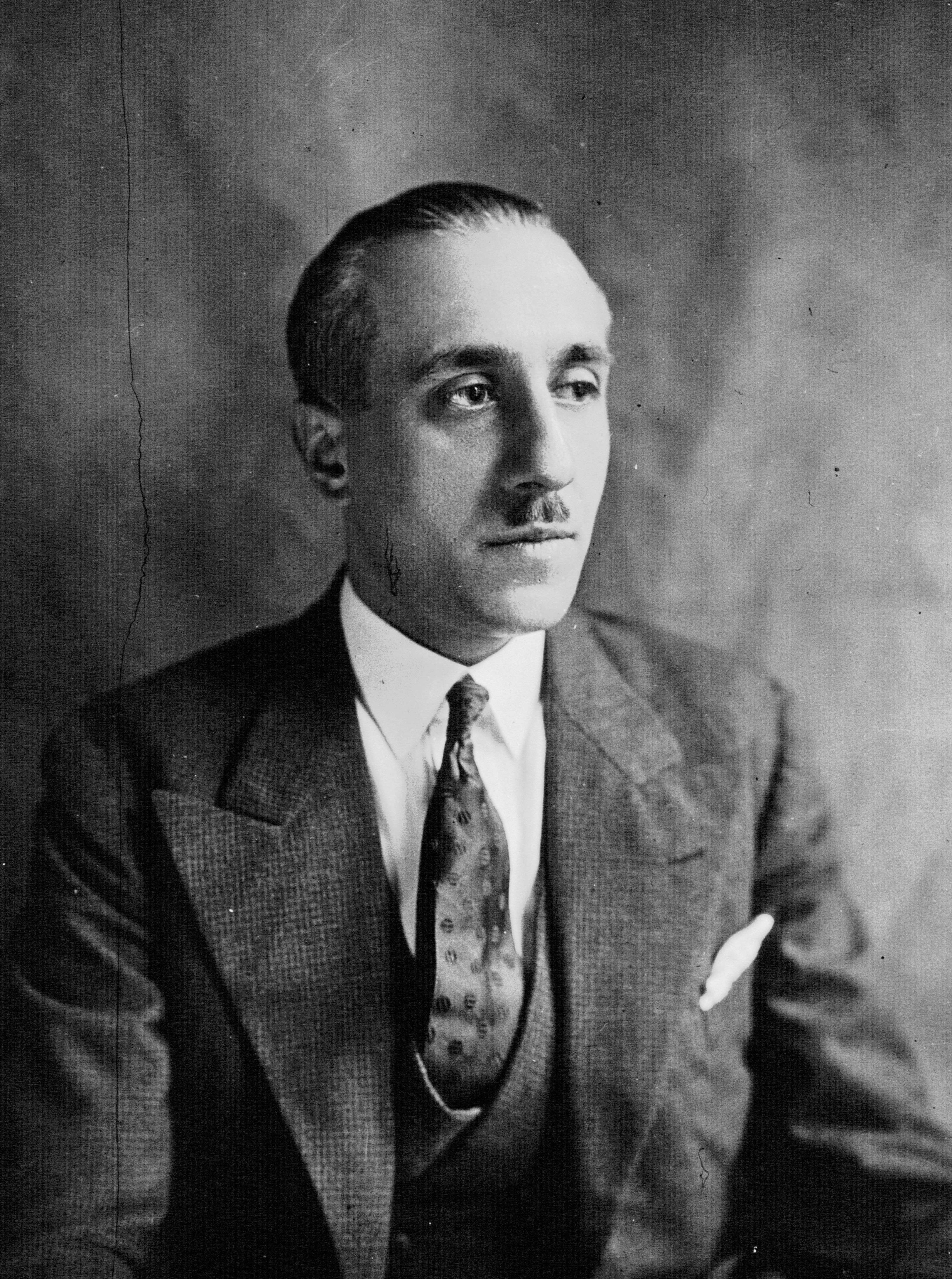
Габриель Пери (фото из архива BNF, 1932 год).

Родился в семье служащего. Учился в Марселе, в Лицее имени Перье (фр.), затем в Лицее Тьер (фр.). Вначале примыкал к социалистам: в 1917 году вступил в организацию социалистической молодёжи Франции. С 1919 года член Социалистической партии. Являлся членом Французской коммунистической партии (ФКП) с момента её создания в декабре 1920 года. С 1924 года являлся членом ЦК ФКП и был назначен редактором иностранного отдела газеты L’Humanité («Юманите́»).
В связи с участием в политической борьбе Пери неоднократно подвергался арестам (1921, 1923, 1927, 1929). В 1932 году был избран в парламент, где поддерживал внешнеполитический курс, направленный на налаживание дружественных отношений и сотрудничества с Советским Союзом. В начале 1934 года Пери возглавил рабочую делегацию по исследованию положения в Индокитае. Он резко выступал, в том числе и в печати, против соглашательского курса французского правительства и его политики умиротворения в отношении фашистской Германии, показывал опасность подписания Мюнхенского соглашения 1938 года.
После оккупации Франции немецко-фашистскими войсками в июне 1940 года Пери перешёл на нелегальное положение и стал одним из организаторов Движения Сопротивления на его начальном этапе. Большую роль в объединении французских патриотов на захваченной территории и их мобилизации на борьбу с германскими властями и предателями-вишистами сыграли статьи Г. Пери в выходившей подпольно «Юманите», а также составленные им листовки. 18 мая 1941 года Пери был арестован полицией правительства Виши, передан гестапо, подвергнут пыткам и 15 декабря 1941 года расстрелян гитлеровцами.

## Память
Одна из станций Парижского метрополитена носит его имя.